# Loxostege phaeopteralis
Loxostege phaeopteralis là một loài bướm đêm trong họ Crambidae.